# Horsfieldia flocculosa
Horsfieldia flocculosa là một loài thực vật thuộc họ Myristicaceae. Đây là loài đặc hữu của Malaysia. Chúng hiện đang bị đe dọa vì mất môi trường sống.